# Томислав Марич
Томислав Марич е хърватски футболист.

## Национален отбор
Записал е и 11 мача за националния отбор на Хърватия.
| Хърватия | Хърватия | Хърватия |
| Година   | Мачове   | Голове   |
| -------- | -------- | -------- |
| 2002     | 5        | 1        |
| 2003     | 6        | 1        |
| Общо     | 11       | 2        |